# União de Minas (kommun)
União de Minas är en kommun i Brasilien.   Den ligger i delstaten Minas Gerais, i den södra delen av landet, 500 km sydväst om huvudstaden Brasília. Antalet invånare är 4 424.
Följande samhällen finns i União de Minas:
- União de Minas

Omgivningarna runt União de Minas är huvudsakligen savann. Runt União de Minas är det mycket glesbefolkat, med 4 invånare per kvadratkilometer.